# محمد البسامي
الفريق محمد بن عبد الله البسامي مدير الأمن العام في السعودية منذ 29 مايو 2022.

## التعليم
حاصل على درجة البكالوريوس في العلوم الأمنية من كلية الملك فهد الأمنية عام 1408هـ.

## الحياة العملية
في عام 2022 كان البسامي قائد قوات أمن الحج وقائد قوات أمن العمرة، وخلال عامي 2021- 2022 عين قائدًا للقوات الخاصة لأمن الحج والعمرة، كما شغل منذ عام 2017 وحتى 2021 منصب مدير الإدارة العامة للمرور، بعد أن كان مديرًا للإدارة العامة لشؤون الحج والعمرة بوزارة الداخلية بين عامي 2016 - 2017.
وعمل البسامي مديرًا لشعبة الخطط المرورية بإدارة السير بالإدارة العامة للمرور بين عامي 2015 و2016، قبلها عمل في شؤون العمليات بوزارة الداخلية بين عامي 2014 و2015، كما كان مساعدًا لمدير إدارة الحج والعمرة بالأمن العام بين عامي 2011 و2014 وقائدًا لقوة أمن المواكب بين عامي 2000 و2011.
في عام 1405هـ التحق البسامي في كلية الملك فهد الأمنية، وفي العام الذي يليه شارك لأول مره في موسم الحج كما ذكر ذلك.
عضو مجلس إدارة الشركة السعودية للنقل الجماعي (سابتكو).